# Neochauliodes punctatoguttatus
Neochauliodes punctatoguttatus är en insektsart som först beskrevs av Herman Willem van der Weele 1906. 
Neochauliodes punctatoguttatus ingår i släktet Neochauliodes och familjen Corydalidae. Utöver nominatformen finns också underarten N. p. maculatus.